# Viburnum glomeratum
Viburnum glomeratum är en desmeknoppsväxtart som beskrevs av Carl Maximowicz. Viburnum glomeratum ingår i släktet olvonsläktet, och familjen desmeknoppsväxter. Inga underarter finns listade i Catalogue of Life.